# 대루마니아당
대루마니아당(루마니아어: Partidul România Mare 파르티둘 로므니아 마레[*])은 루마니아의 극우 정당이다.
독재자 니콜라에 차우셰스쿠의 최측근이자 계관 시인이었던 에우겐 바르부에 의해 창당되었다. 전 루마니아 공산당 인사들이 모인 대루마니아당은 민족적 공산주의, 즉 민족볼셰비즘을 옹호하며 스스로를 중도좌파 정치인이라고 부른다. 공산권 붕괴 이후 공산주의 향수를 일으켜 2000년 대선에서 33%를 득표하기도 하였다. 그러나 루마니아의 경제가 안정되자 현재는 군소 정당으로 전락하였다.